# Raiffeisenbank Auerbach-Freihung
Die Raiffeisenbank Auerbach-Freihung eG ist eine deutsche Genossenschaftsbank mit Sitz in der bayerischen Stadt Auerbach in der Oberpfalz im Landkreis Amberg-Sulzbach.

## Geschichte
Die ehemalige Raiffeisenbank Auerbach/Opf. eG wurde am 27. Februar 1925 gegründet. Letztmals fusionierte die Bank im Jahre 1996 mit der damaligen Raiffeisenbank Freihung-Kohlberg-Weiherhammer e.G. mit dem Sitz in Freihung zur heutigen Raiffeisenbank Auerbach-Freihung eG.
Zuvor fanden bereits Fusionen der beiden Banken mit örtlichen Raiffeisenbanken statt.
- 1963 – Fusion der Raiffeisenbank Auerbach/Opf. eGmbH mit der Raiffeisenkasse Gunzendorf eGmbH mit dem Sitz in Gunzendorf
- 1964 – Fusion der Raiffeisenbank Auerbach/Opf. eGmbH mit der Raiffeisenkasse Michelfeld, Oberpfalz eGmbH mit dem Sitz in Michelfeld
- 1965 – Fusion der Raiffeisenbank Auerbach/Opf. eGmbH mit der Raiffeisenkasse Nitzlbuch eGmbH mit dem Sitz in Nitzlbuch
- 1966 – Fusion der Raiffeisenbank Auerbach/Opf. eGmbH mit der Raiffeisenkasse Neuhaus a. Pegnitz eGmbH mit dem Sitz in Neuhaus an der Pegnitz
- 1967 – Fusion der Raiffeisenbank Auerbach/Opf. eGmbH mit der Raiffeisenkasse Troschenreuth eGmbH mit dem Sitz in Troschenreuth
- 1970 – Fusion der Raiffeisenbank Auerbach/Opf. eGmbH mit der Raiffeisenkasse Krottensee eGmbH mit dem Sitz in Krottensee
- 1970 – Fusion der Raiffeisenkasse Massenricht eGmbH mit dem Sitz in Massenricht mit der Raiffeisenkasse Kohlberg eGmbH mit dem Sitz in Kohlberg (Oberpfalz) zur Raiffeisenbank Kohlberg-Massenricht eGmbH mit dem Sitz in Kohlberg (Oberpfalz) (der später umfirmierten Raiffeisenbank Kohlberg-Massenricht-Weiherhammer eG)
- 1974 – Fusion der Raiffeisenbank Auerbach/Opf. eG mit der Raiffeisenbank Etzelwang e.G. mit dem Sitz in Etzelwang
- 1991 – Fusion der Raiffeisenbank Freihung eG mit dem Sitz in Freihung mit der Raiffeisenbank Kohlberg-Massenricht-Weiherhammer eG zur Raiffeisenbank Freihung-Kohlberg-Weiherhammer eG

## Rechtsverhältnisse
Die Raiffeisenbank Auerbach-Freihung eG ist im Genossenschaftsregister beim Amtsgericht Amberg unter GnR 84 eingetragen.

## Organisationsstruktur
Rechtsgrundlagen sind das Genossenschaftsgesetz und die durch die Vertreterversammlung beschlossene Satzung. Organe der Bank sind der Vorstand, der Aufsichtsrat und die Vertreterversammlung.

## Sicherungseinrichtung
Die Raiffeisenbank Auerbach-Freihung eG ist der amtlich anerkannten Sicherungseinrichtung des Bundesverbandes der Deutschen Volksbanken und Raiffeisenbanken GmbH und der zusätzlichen freiwilligen Sicherungseinrichtung des Bundesverbandes der Deutschen Volksbanken und Raiffeisenbanken e.V. angeschlossen.

## Geschäftsausrichtung
Die Raiffeisenbank Auerbach-Freihung eG betreibt das Universalbankgeschäft. Die Raiffeisenbank Auerbach-Freihung eG ist im Privatkunden- wie auch im Firmenkundengeschäft tätig. Im Verbundgeschäft arbeitet sie mit der DZ Bank, R+V Versicherung, Allianz Versicherung, Bausparkasse Schwäbisch Hall, Teambank, VR Leasing, DZ Hyp und der Union Investment zusammen.

## Geschäftsgebiet
Das Geschäftsgebiet liegt im Norden des Landkreises Amberg-Sulzbach, im Osten des Landkreises Nürnberger Land, im Süden des Landkreises Bayreuth sowie im Südwesten der Landkreises Neustadt an der Waldnaab.
An diesen Orten betreibt die Bank Filialen:
- Auerbach in der Oberpfalz (Hauptstelle, jur. Sitz)
- Troschenreuth (Geschäftsstelle)
- Neuhaus an der Pegnitz (Geschäftsstelle)
- Neukirchen bei Sulzbach-Rosenberg (Geschäftsstelle)
- Freihung (Geschäftsstelle)
- Weiherhammer (Geschäftsstelle)
- Pegnitz (Beratungscenter)

Bargeldservice wird zusätzlich in den Auszahlstellen in Etzelwang und Markt Kaltenbrunn zur Verfügung gestellt.